# Давальницька сировина
Дава́льницька сировина́ — сировина, матеріали, напівфабрикати, комплектуючі вироби, енергоносії, ввезені на митну територію України іноземним замовником (чи закуплені іноземним замовником за іноземну валюту в Україні) або вивезені за її межі українським замовником для використання у виробленні готової продукції з наступним поверненням усієї продукції або її частини до країни власника (чи реалізацією в країні виконавця замовником або за його дорученням виконавцем) або вивезенням до іншої країни. Готова продукція може бути реалізована в Україні, якщо Д. с., з використанням якої вироблено цю продукцію, ввезена іноземним замовником на митну територію України чи закуплена іноземним замовником за іноземну валюту в Україні. Право власності на імпортовану Д. с. та вироблену з неї готову продукцію належить іноземному замовнику.